# Santa Isidra
Santa Isidra är en ort i Mexiko.   Den ligger i kommunen Cárdenas och delstaten Tabasco, i den sydöstra delen av landet, 600 km öster om huvudstaden Mexico City. Santa Isidra ligger 20 meter över havet och antalet invånare är 253.
Terrängen runt Santa Isidra är mycket platt. Runt Santa Isidra är det ganska glesbefolkat, med 45 invånare per kvadratkilometer. Närmaste större samhälle är Cárdenas, 9,2 km öster om Santa Isidra. Trakten runt Santa Isidra består till största delen av jordbruksmark.